# Лойко, Павел Олегович
Па́вел Оле́гович Ло́йко (12 июля 1958, Слоним, Гродненская область — 22 октября 2010, Минск) — белорусский историк, сын белорусского писателя Олега Лойко. Кандидат исторических наук (1984).

## Биография
В 1980 году окончил исторический факультет БГУ, после чего был принят на работу в Институт истории Академии наук БССР. Работая в Академии наук под руководством известного историка В. И. Мелешко, защитил кандидатскую диссертацию, позже изданную в виде монографии «Частновладельческие крестьяне Беларуси. Эволюция феодальной ренты во второй половине XVI—XVIII вв.» (бел. «Прыватнаўласніцкія сяляне Беларусі. Эвалюцыя феадальнай рэнты ў другой палове XVI—XVIII стст.»).
Успешная работа в Академии привела к тому, что в 1990 году Павел Лойко возглавил Отдел истории Белоруссии XIII—XVIII веков. Был его руководителем до 2000 года. Когда в 1994 году в Белорусском государственном университете была создана кафедра истории Белоруссии древнего времени и средних веков, Лойко стал её первым заведующим. В 2006 году на посту заведующего кафедрой Павла Олеговича сменил Юрий Казаков.
Павел Лойко скончался после продолжительной болезни 22 октября 2010 года, оставив жену Наталью, дочь Надежду и сына Олега.

## Научные интересы
В начале карьеры историк занимался изучением аграрной истории Белоруссии XVI—XVIII веков. Вероятно, под влиянием своего научного руководителя занялся исследованием Кричевского крестьянского восстания под руководством Василия Ващилы, издал по этой проблематике несколько научно-популярных работ в соавторстве с самим Мелешко. После раздела СССР и приобретения независимости Белоруссией занялся изучением проблем государственно-политической жизни Великого княжества Литовского. На основе архивных источников написал вышедшую в качестве монографии работу «Шляхта белорусских земель в общественно-политической жизни Речи Посполитой второй половины XVI — первой трети XVII веков» (бел. «Шляхта беларускіх зямель у грамадска-палітычным жыцці Рэчы Паспалітай другой паловы XVI — першай трэці XVII ст.»). По этой же теме подготовил докторскую диссертацию, защитить которую не успел.
Павел Лойко был одним из авторов первых школьных учебников по истории Белоруссии. Разработанное им учебное пособие для седьмого класса «История Беларуси XVI—XVIII веков» (бел. «Гісторыя Беларусі ХVІ — ХVІІІ ст.») считается весьма удачным.

## Основные публикации
- Лойка П. А. Шляхта беларускіх зямель у грамадска-палітычным жыцці Рэчы Паспалітай другой паловы XVI — першай трэці XVII ст. Мн., 2002.
- Лойка П. А. Прыватнаўласніцкія сяляне Беларусі. Эвалюцыя феадальнай рэнты ў другой палове XVI—XVIII ст. Мн., 1991.
- Лойка П. А. Мялешка В. І. Паўстанне сялян пад кіраўніцтвам Вашчылы. Мн., 1988.
- Лойка П. Мялешка В. І ўзняўся люд просты. Мн., 1992.
- Лойка П. А. Гісторыя Беларусі XVI—XVIII стст. Вучэбны дапаможнік для 7 класа агульнаадукацыйнай школы. Мн., 1993. Мн., 1998. Мн., 2000. Мн., 2004.
- Лойка П. А. Гісторыя сялянства Беларусі. Ад старажытнасці да 1861 г. Т. 1 Мн., 1997. (у сааўтарстве).
- Лойка П. А. Гісторыя Беларусі. Т. 2. Беларусь у перыяд Вялікага княства Літоўскага. Мн., 2008. (в соавторстве)
- Лойка П. А. Гісторыя Беларусі. Т. 3. Беларусь у часы Рэчы Паспалітай (XVII—XVIII стст.). Мн., 2004. (в соавторстве).
- Loika P. A. Handbuch der Geschichte Weissrusslands. Tuebingen, 2001. (в соавторстве)
- Łojka P. A. Unia lubelska na tle przemian politycznych i procesów państwotwórczych w Rzeczpospolitej / Ostatnie lata I Rzeczpospolitej. Łowicz, 1996.